# Sequia Mare

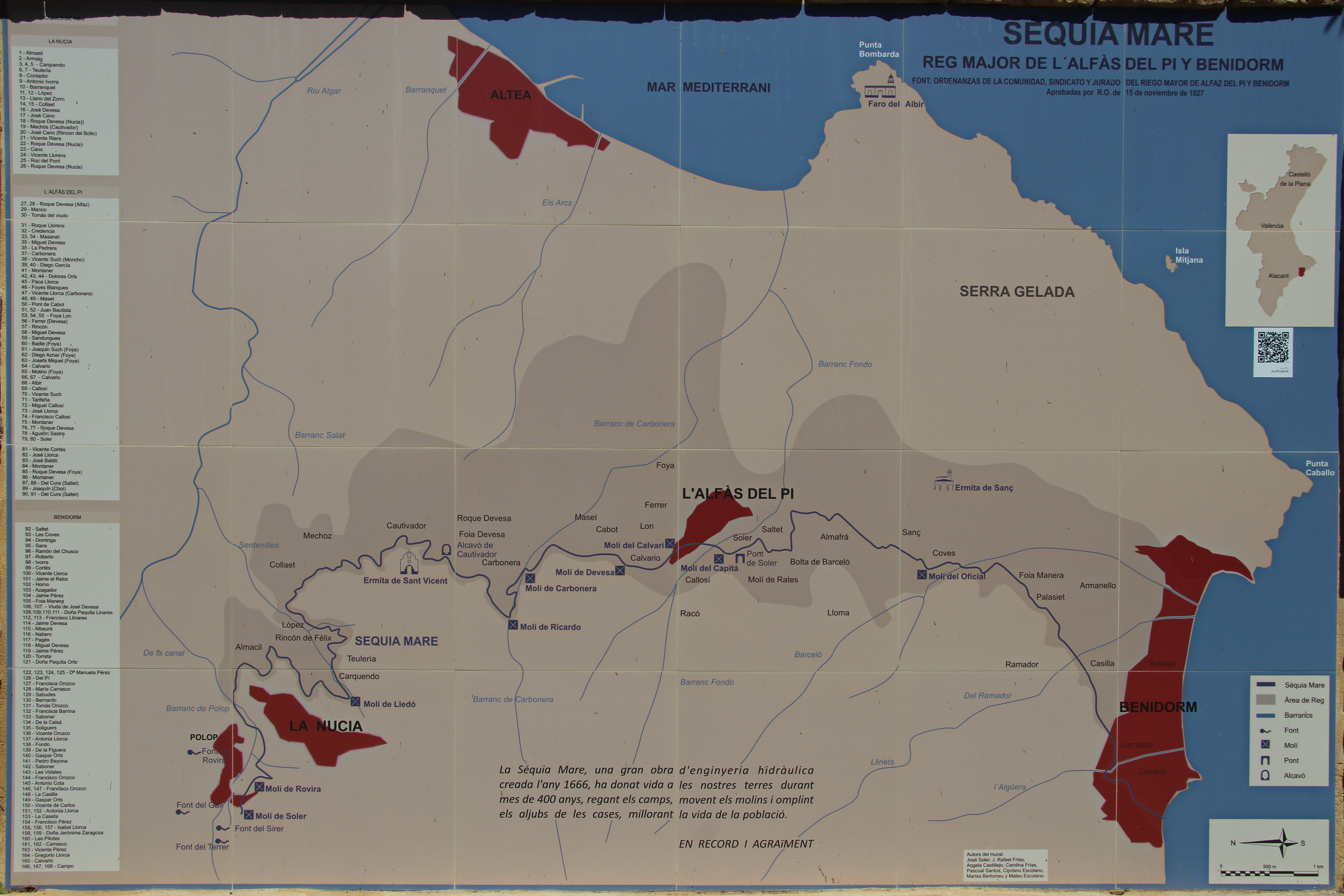
Loop van de Sequia Mare

De Sequia Mare is een waterkanaal tussen Polop en Benidorm in de Spaanse provincie Alicante. Het kanaal is in 1666 aangelegd in opdracht van Beatriz Fajardo Mendoza en Guzmán, de 7e barones van Polop en Benidorm (1619-1678), met als doel de drinkwatervoorziening en de irrigatie in dit gebied te verbeteren.